# Bładnice

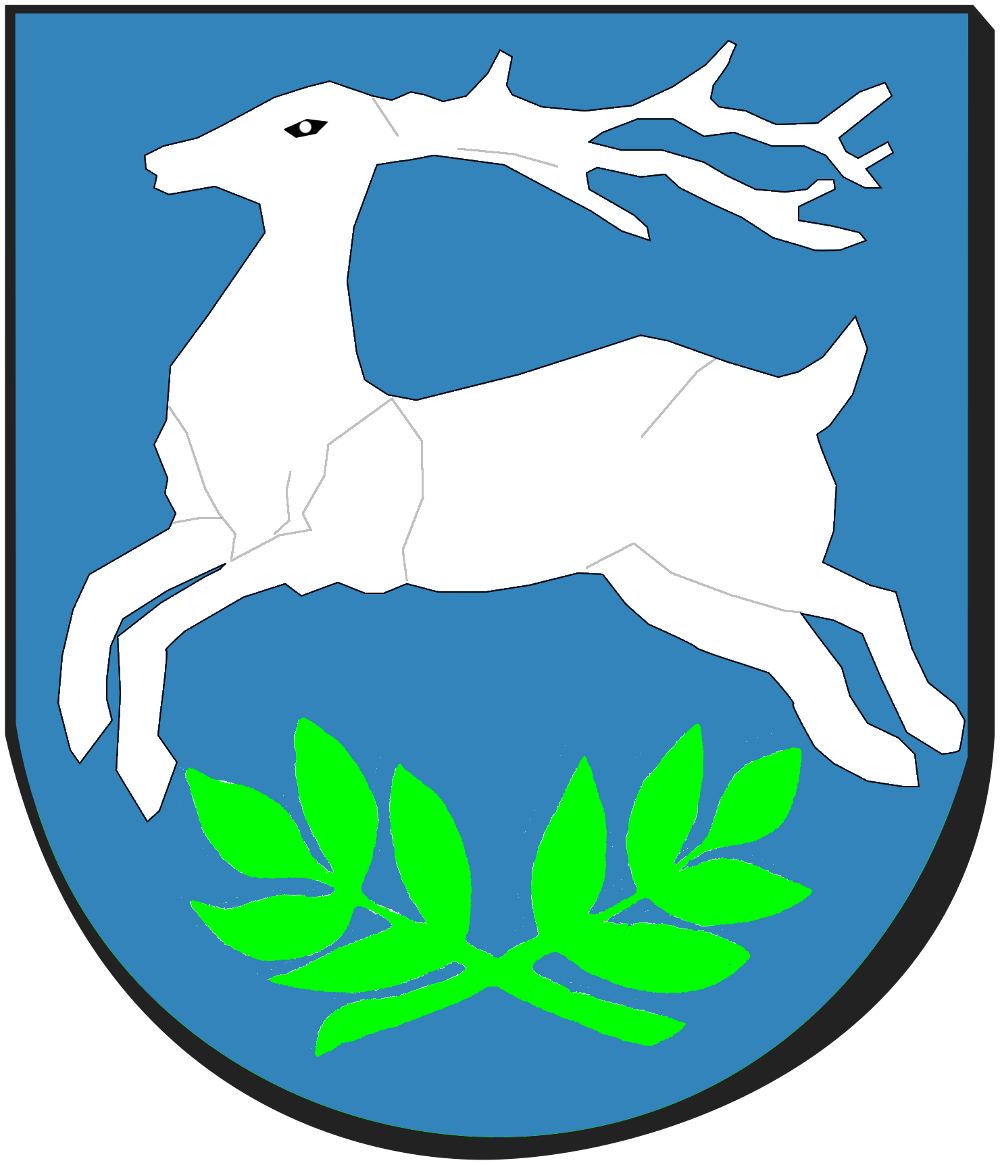
Nieoficjalny herb sołectwa Bładnice

Bładnice – sołectwo w gminie Skoczów w powiecie cieszyńskim, w województwie śląskim. Powierzchnia sołectwa wynosi 2.91 km kw., a liczba ludności 706, co daje gęstość zaludnienia równą 242,6 os./km². Położone jest na Pogórzu Śląskim, nad rzeką Bładnicą (lewym dopływem Wisły), w granicach historycznego regionu Śląska Cieszyńskiego. W granicach sołectwa wyróżnia się Bładnice Dolne oraz Bładnice Górne, których historia związana jest z pobliskim Nierodzimiem, obecnie znajdującym się w granicach Ustronia.

## Historia
Wieś Bładnice po raz pierwszy wzmiankowane zostały w 1416 r. w dokumencie kancelaryjnym księcia cieszyńskiego Bolesława I. Wieś była własnością szlachecką włączoną do Nierodzimia, siedziby właściciela. Jeden z nich, Jeremiasz Czamer, w latach 1608-1609 wydzielił część Nierodzimia i Bładnic swojej żonie i synowi. W następnych latach właściciele zmieniali się częściej. Pod koniec XVIII wieku zakupił je cieszyński książę i włączył do Komory Cieszyńskiej.
W czasie reformacji miejscowa ludność przyjęła w dużej mierze nowe wyznanie. W 1787 w Bładnicach Górnych było 140 ewangelików i 53 katolików.
Bładnice Górne nigdy nie stanowiły samodzielnej gminy a jedynie gminą katastralną w granicach Nierodzimia. Bładnice Dolne zaś stanowiły samodzielną gminę do 1945 roku.
W 1900 Bładnice Dolne stanowiły samodzielną gminę a Bładnice Górne były częścią gminy Nierodzim i znajdowały się w powiecie sądowym Bielsko. Zamieszkiwało je łącznie 317 osób w 40 budynkach, z tego wszyscy byli polskojęzyczni, 104 (32,8%) było katolikami a 213 (67,2%) ewangelikami. Do 1910 liczba mieszkańców spadła do 291 osób, z czego wszyscy dalej byli polskojęzyczni, 91 (31,3%) było katolikami a 200 (68,7%) ewangelikami.
W 1921 Bładnice Dolne i Nierodzim znalazły się w granicach powiatu cieszyńskiego. W latach 1945–1954 Bładnice Dolne weszły w skład gminy zbiorowej Skoczów-Wieś, a w 1954 gromady Nierodzim. W 1973 wraz z Bładnicami Górnymi znalazły się w granicach gminy Skoczów.
W latach 1975–1998 miejscowość należała administracyjnie do województwa bielskiego.

## Kościół
Na terenie wsi działalność duszpasterską prowadzi Kościół Ewangelicko-Augsburski (parafia Ewangelicko-Augsburska w Bładnicach, diecezja cieszyńska) i jest jedną z nielicznych w Polsce, na terenie których prowadzi działalność wyłącznie kościół inny niż Kościół Rzymskokatolicki.

## Turystyka
W Bładnicach znajdowała się pracownia rusznikarza Czesława Kanafka wytwarzającego repliki historycznych armat i broni czarnoprochowej. Działa Pana Czesława występowały w filmach „Ogniem i Mieczem” i „Pan Tadeusz”.
Przez miejscowość przechodzi  czerwona trasa rowerowa nr 24 (Pętla rowerowa Euroregionu Śląsk Cieszyński)

## Mapa

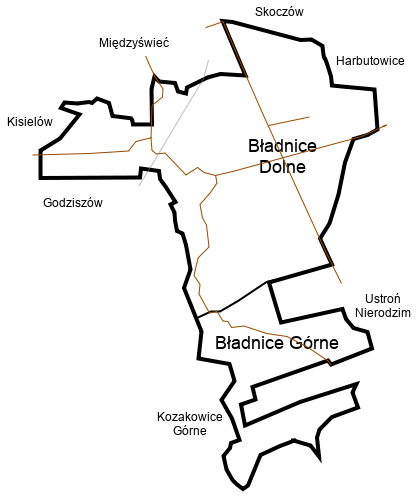
Sołectwo Bładnice, podział na Górne i Dolne Bładnice